# Wasyl IV Szujski
Wasyl IV Szujski (ros. Васи́лий IV Иванович Шу́йский, Wasilij IV Iwanowicz Szujskij, ur. 22 września 1552 w Niżnym Nowogrodzie, zm. 12 września 1612 w Gostyninie) – car rosyjski w latach 1606–1610.

## Kariera polityczna
Wasyl Iwanowicz pochodził z rodu Szujskich, którzy byli potomkami książąt niżegorodzko-suzdalskich wywodzących się od wielkiego księcia włodzimierskiego, Andrzeja II Jarosławowicza (zm. 1264) z dynastii Rurykowiczów. Rodzina Szujskich, do której należał, wywodziła się z grodów Suzdal i Szuja. Do XIV wieku należała do udzielnych książąt ruskich. Później w miarę wzrostu potęgi wielkich książąt moskiewskich utraciła realną władzę i stała się częścią rosyjskiego bojarstwa. W XV i XVI wieku Szujscy należeli do najpotężniejszych i najbogatszych rodów możnowładczych Państwa Moskiewskiego.
Wasyl Szujski wkroczył na arenę polityczną w czasach panowania Fiodora I. Był wtedy wraz z braćmi członkiem spisku bojarskiego, mającego za cel odsunięcie od dworu Borysa Godunowa. Intryga nie powiodła się, a Szujski był przesłuchiwany na Kremlu na okoliczność kontaktów z magnaterią Wielkiego Księstwa Litewskiego.
W okresie rządów Borysa Godunowa należał do opozycji antycarskiej. W 1605 roku znalazł się w otoczeniu młodego cara Fiodora II Godunowa. Szybko jednak, licząc na rychłe osłabienie pozycji swoich przeciwników politycznych i klęskę rodziny Godunowów w Moskwie, przeszedł na stronę Dymitra I. Gdy Samozwaniec zdobył władzę w Carstwie Rosyjskim, Szujski przeszedł do opozycji. Zaczął spiskować i ogłaszać dowody uzurpacji nowego monarchy. Został aresztowany i postawiony przed trybunałem złożonym z członków Dumy Bojarskiej. Skazano go na śmierć. Uniknął wykonania wyroku, ale stracił cały majątek i zmuszony został udać się na zesłanie.
Po kilku miesiącach został ułaskawiony przez Dymitra Samozwańca I i wrócił do Moskwy. Początkowo stwarzał pozory lojalności wobec cara, jednak od 1606 roku rozpoczął przygotowywania do kolejnego spisku antycarskiego. Wykorzystując antypolskie nastroje w Moskwie, budował wokół siebie opozycję. Wykorzystał zwłaszcza wrogość, jaką darzyli Dymitra mnisi prawosławni z Monasteru Czudowskiego, którzy uważali carskie reformy w państwie za początek katolicyzacji Rosji.

## Bunt przeciw Dymitrowi I
W pierwszej połowie 1606 roku Wasyl Szujski stanął na czele organizatorów zamachu stanu. Po Moskwie zaczęto rozsyłać sprzeczne ze sobą plotki, które dezinformowały i jednocześnie podburzały lud stolicy do powstania. Wykorzystując ślub pary carskiej i uroczystości koronacyjne Maryny Mniszchówny, wywołano zamieszki w mieście, które 27 maja 1606 roku przerodziły się w rebelię przeciwko rządom Dymitra Samozwańca I.
Nad ranem 27 maja 1606 roku Wasyl Szujski stanął na czele tłumu zmierzającego do Kremla. Wypuszczono z więzień przestępców, którzy zasilili szeregi powstańców. Dzięki pomocy duchowieństwa prawosławnego otwarto bramy twierdzy moskiewskiej i rozpoczęto szturm pałacu carskiego na Kremlu, gdzie natychmiast po zdobyciu pokoi dworskich zamordowano Dymitra Samozwańca I. Kilka dni później jego ciało spalono, a z uzyskanych prochów oddano salwę z armaty ustawionej na Placu Czerwonym.
Po krwawej detronizacji Dymitra Samozwańca I 28 maja 1606 roku zebrała się Duma Bojarska, która 29 maja 1606 roku nad ranem wybrała z pominięciem Soboru Ziemskiego Wasyla Szujskiego nowym carem.

## Car moskiewski
Wasyl Szujski został koronowany 1 czerwca 1606 roku w Soborze Zaśnięcia Matki Bożej w Moskwie. Natychmiast po objęciu władzy powołał komisję Fiodora Nikitycza Romanowa, mającą na celu potwierdzenie śmierci carewicza Dymitra w Ugliczu w 1591 roku. Wydał też manifesty zarzucające uzurpację władzy przez Dymitra Samozwańca I oraz informujące stany rosyjskie o wydarzeniach w Moskwie i o ustanowieniu nowej władzy.
Przyczynił się do usunięcia sympatyzującego z uniatyzmem patriarchy Ignacego i wybrania w jego miejsce konserwatywnego w poglądach i ortodoksyjnego w kwestiach religijnych metropolity kazańskiego, Hermogena. Polecił też sprowadzenie do Moskwy i uroczyste pogrzebanie w Soborze Archangielskim szczątków carewicza Dymitra. Pod wpływem polityki Szujskiego został on uznany przez Rosyjski Kościół Prawosławny świętym. Następnie zorganizował uroczysty pogrzeb Fiodora II Godunowa i jego matki Marii Gieorgiejewny w klasztorze Troicko-Sergijewskim. Wszystkimi tymi gestami car chciał przypodobać się ludowi, co jednak nie do końca mu się udało.
Wasyl IV był popularny w Moskwie, w jej okolicach i kilku dużych miastach. Nie uzyskał jednak większego poparcia społecznego na prowincji. Rodzina Szujskich, mimo że bardzo bogata i w przeszłości wpływowa, straciła na znaczeniu w okresie panowania Fiodora I i Borysa Godunowa. Dopiero po przejęciu władzy w 1606 roku odbudowywała swój obóz polityczny. Bojarzy w odległych prowincjach Rosji zarzucali Wasylowi Szujskiemu, że osiągnął tron bez wymaganej tradycją zgody Soboru Ziemskiego. Chłopi i mieszczanie nie wierzyli do końca w śmierć Dymitra Samozwańca I i byli skłonni słuchać szerzących się pogłosek o jego ocaleniu. Aby umocnić swoją władzę, car oparł swoje rządy na aparacie biurokratycznym złożonym w większości z ludzi, którzy wynieśli go na tron. Szybko powstał w związku z tym ruch opozycyjny.
Pierwsza bunt podniosła ziemia siewierska, gdzie władzy Szujskiego nie uznał książę Grigorij Szachowski. W sierpniu 1606 roku wybuchło powstanie ludowe Iwana Isajewicza Bołotnikowa. Stutysięczna armia chłopska wspierana przez dziesięć tysięcy Kozaków ruszyła na Moskwę.
W obronie Wasyla IV stanęli hierarchowie prawosławni. Przeciwko buntownikom ruszyła carska armia księcia Michała Skopin Szujskiego, która pokonała rebeliantów 14 grudnia 1606 roku w bitwie pod Kotłami, a następnie rozbiła ostatecznie ich siły 20 października 1607 roku pod Tułą.
Mimo rozbicia powstania w szeregach dawnej armii ludowej Bołotnikowa zaczęli pojawiać się uzurpatorzy głoszący, że są synami Fiodora I Iwanowicza lub Iwana IV Groźnego. Najbardziej niebezpieczny dla władzy Wasyla IV okazał się być wykreowany przez Mikołaja Mieleckiego w 1607 roku w Starodubie Dymitr Samozwaniec II. Zgromadził on wokół siebie grupę bojarstwa niechętnego władzy Szujskich na Kremlu oraz resztki oddziałów polskiej i litewskiej szlachty ocalałej z pogromu otoczenia Dymitra I. Opanował większą część Rosji, pokonał lub zgładził innych pretendentów do tronu. W 1608 roku Dymitr II poślubił potajemnie carycę Marynę Mniszchównę, założył obóz warowny w Tuszynie, rozpoczął blokadę Moskwy i prowadził regularną wojnę z oddziałami carskimi w latach 1608–1610.
Wasyl Szujski próbował zażegnać powstały chaos wewnętrzny w państwie. Ogłosił dekrety korzystne dla bojarów, nakazujące chłopom powrót do swoich panów. Później złagodzone, a z czasem gwarantujące wolność wszystkim tym poddanym, którzy odstąpią od cara tuszyńskiego. 17 stycznia 1608 roku car ożenił się z młodszą od siebie o trzydzieści lat księżną Jekatieriną Bujnosow-Rostowską, która jako caryca przyjęła imię tronowe Maria. Rozpoczął też pertraktacje z królem szwedzkim Karolem IX Sudermańskim i królem polskim Zygmuntem III Wazą.
11 maja 1608 roku armia carska pod dowództwem księcia Dymitra Iwanowicza Szujskiego poniosła dotkliwą klęskę pod Bołochowem w starciu z wojskami Dymitra Samozwańca II. Wasyl IV znalazł się w ciężkim położeniu. Przymuszony sytuacją, zdecydował się na czteroletni rozejm z Rzecząpospolitą. Uwolnił z niewoli pozostających w Moskwie duchownych rzymskokatolickich oraz wszystkich Polaków, w tym carycę Marynę i organizatora I Dymitriady – Jerzego Mniszcha. Król polski natomiast gwarantował carowi zmuszenie szlachty do opuszczenia armii Samozwańca. Pakt podpisany 25 lipca 1608 roku nie przyniósł Szujskiemu korzyści. Szlachta po opuszczeniu niewoli rosyjskiej albo nie posłuchała władcy polskiego i udała się do obozu tuszyńskiego, albo powróciwszy do Rzeczypospolitej zaczęła agitację na rzecz wsparcia II Dymitriady.
Blokada Moskwy przez cara tuszyńskiego spowodowała drożyznę i głód w mieście. Na początku 1609 roku przeciwko Wasylowi IV wystąpiła część do tej pory oddanego mu bojarstwa. Książęta Roman Gagarin i Timofiej Griaznoj zorganizowali pucz, który przerodził się w marsz mieszczan na Kreml.
17 lutego 1609 roku książę Wasyl Golicyn, stojący na czele demonstrantów, wdarł się do twierdzy moskiewskiej, porwał patriarchę Hermogenesa i próbował zmusić go do przejścia na stronę opozycji. Podobne rewolty o mniejszym natężeniu powtarzały się jeszcze kilkakrotnie.
Gdy okazało się, że rozejm z Rzecząpospolitą jest w praktyce fikcją i coraz większa liczba oddziałów polskich i litewskich przebywa pod Moskwą, Wasyl IV zdecydował się na rozmowy z Królestwem Szwecji. Za cenę ustępstw terytorialnych wobec Karola IX Wazy podpisał 10 marca 1609 roku w Wyborgu traktat pokojowy, który gwarantował wsparcie armii szwedzkiej dla cara oraz zobowiązywał obie strony do prowadzenia wspólnej polityki przeciwko Rzeczypospolitej Obojga Narodów.
Na odsiecz Moskwie ruszyła kilkunastotysięczna armia szwedzka, która połączyła się z wojskami księcia Michała Skopin Szujskiego. Przymierze szwedzko-rosyjskie stało się pretekstem do interwencji zbrojnej Zygmunta III Wazy w Rosji i rozpoczęcia wojny polsko-rosyjskiej.
Na jesieni 1609 roku car Wasyl IV zorganizował kontrofensywę, która miała na celu odparcie wojsk króla polskiego spod Smoleńska. Armia księcia Dymitra Szujskiego, idąca na odsiecz twierdzy smoleńskiej, po drodze pokonała pod monasterem Troicko-Sergijewskim siły Dymitra II, co spowodowało, że obóz cara tuszyńskiego musiał odstąpić od oblężenia Moskwy i ewakuować się do Kaługi. Samozwańca opuściła też znaczna liczba bojarów. Na początku 1610 roku przewodzący tej grupie możnych rosyjskich metropolita rostowski Filaret rozpoczął pertraktacje z Zygmuntem III Wazą, podczas których proponował tron moskiewski królewiczowi polskiemu Władysławowi Wazie.
4 lipca 1610 roku pod Kłuszynem wojska carskie zostały pokonane przez hetmana Stanisława Żółkiewskiego, co otworzyło armii króla polskiego drogę do Moskwy. Na wieść o tym wydarzeniu król szwedzki zerwał układ z carem moskiewskim i pozwolił swoim oddziałom na podbój północnej Rosji. Również Dymitr Samozwaniec II postanowił wykorzystać sytuację i ruszył ze swoimi sprzymierzeńcami w kierunku Moskwy.

## Detronizacja Wasyla IV
Na wieść o klęsce kłuszyńskiej bojarzy moskiewscy zawiązali spisek przeciwko Wasylowi Szujskiemu. 17 lipca 1610 roku bracia Lapunowie oraz książę Wasyl Golicyn zwołali Dumę, aby zmusić cara do ustąpienia z tronu. Zorganizowano wiec mieszczaństwa na Placu Czerwonym. Tłum pod przewodnictwem patriarchy Hermogena wkroczył na Kreml. Po krótkich pertraktacjach Wasyl IV został uwięziony. Początkowo zdetronizowanemu władcy planowano nadać księstwo Niżnego Nowogrodu, jednak kilka dni później pod wpływem sugestii Prokopa Lapunowa zdecydowano, aby car i jego żona zostali odesłani do klasztorów.
Wasyl Szujski został postrzyżony na mnicha i uwięziony w Monasterze Czudowskim. Mieszkał tam do czasu zajęcia Moskwy przez hetmana Stanisława Żółkiewskiego.

## Wasyl Szujski w niewoli polskiej

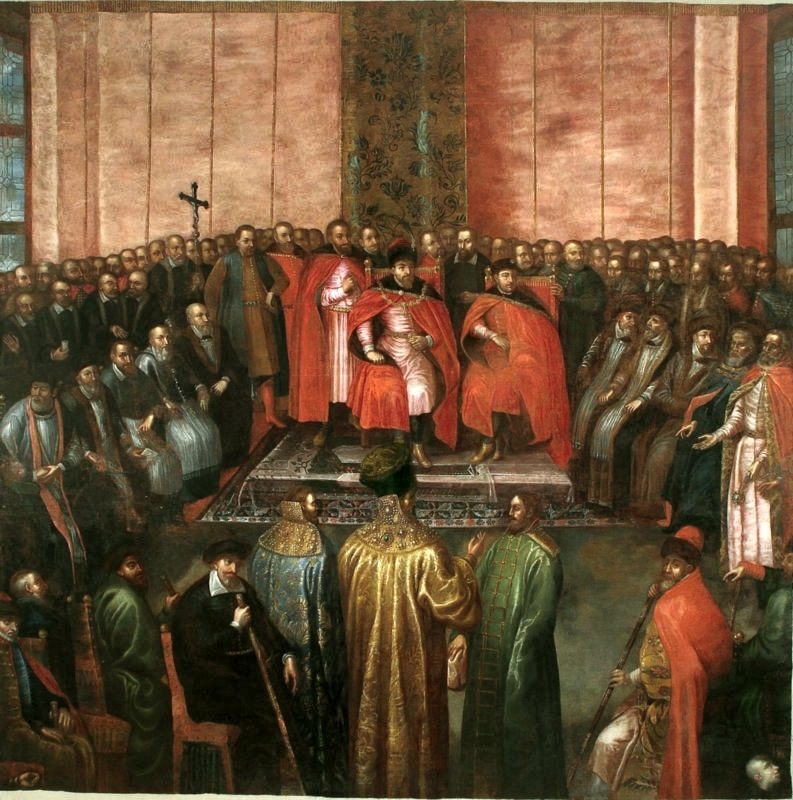
Stanisław Żółkiewski przedstawia królowi Zygmuntowi III i królewiczowi Władysławowi na sejmie 1611 r. pojmanych carów Szujskich, kopia według Tomasza Dolabelli (?) z kolekcji w zamku w Podhorcach

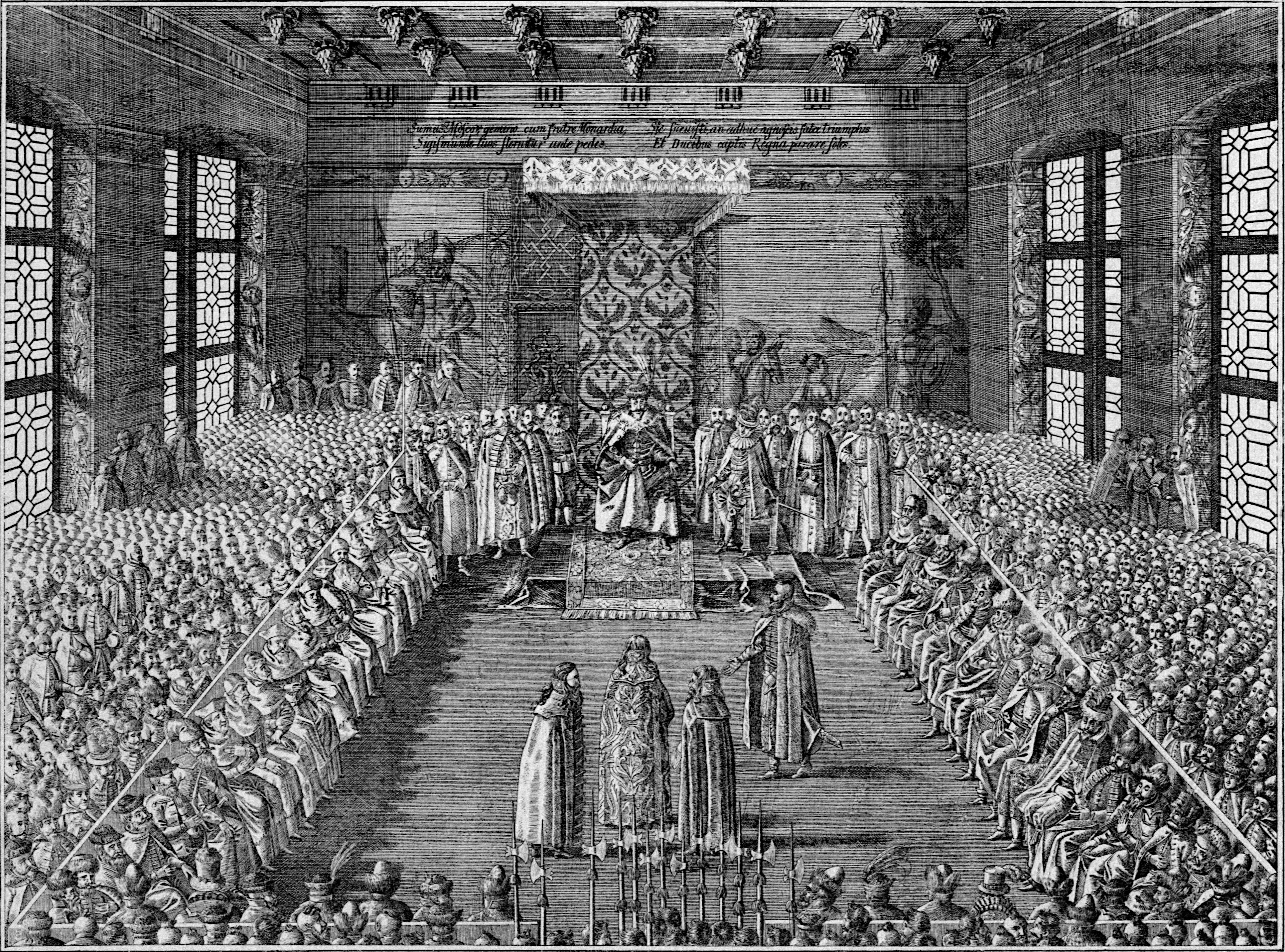
Car Wasyl IV Szujski wraz z braćmi przed Sejmem w Warszawie 29 października 1611, miedzioryt Tomasza Makowskiego według obrazu Tommasa Dolabelli.

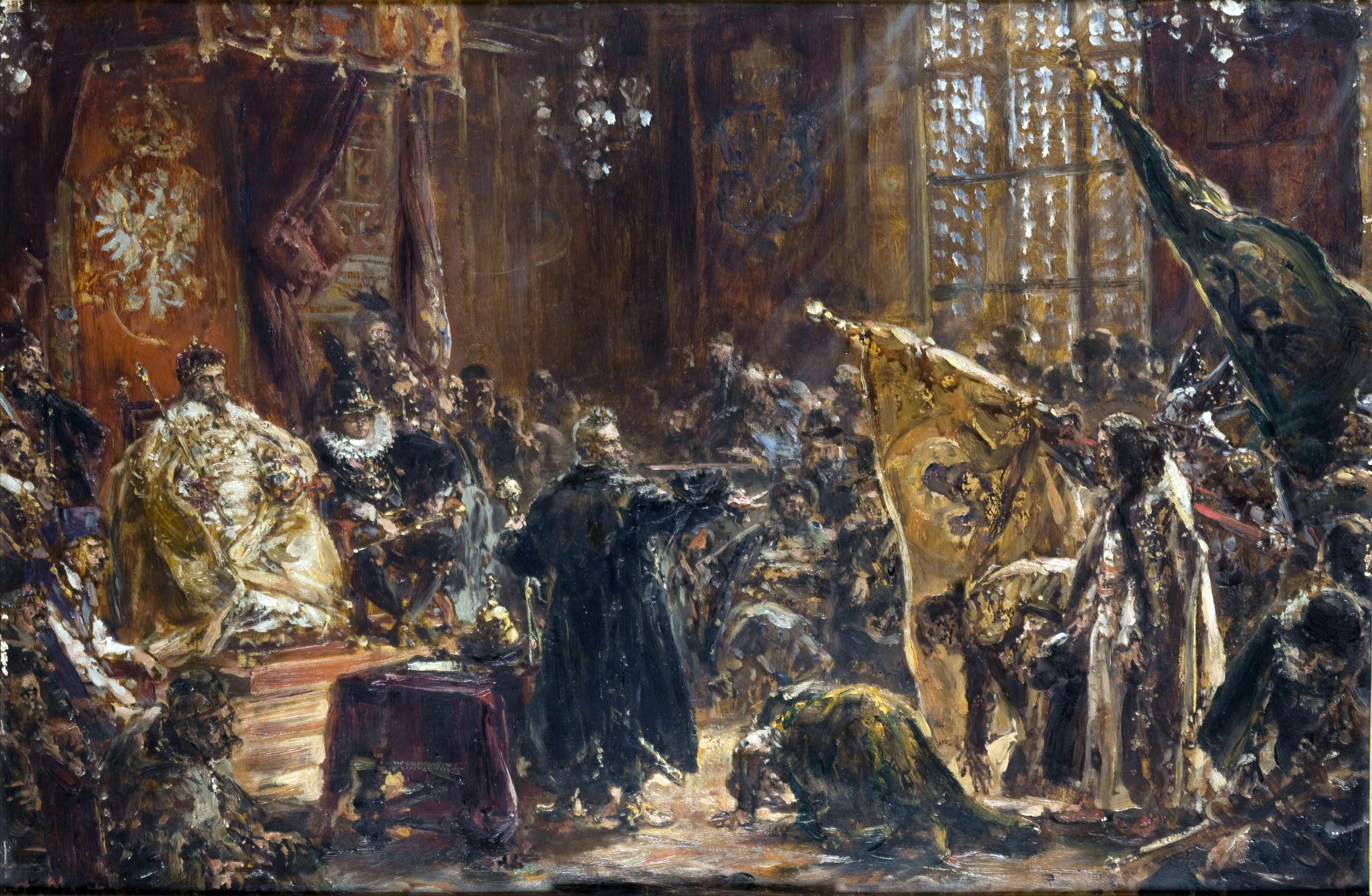
Hetman polny koronny Stanisław Żółkiewski przedstawia carów Szujskich na sejmie warszawskim 29 października 1611, obraz Jana Matejki

Po wkroczeniu polskich wojsk królewskich do Moskwy Wasyl Szujski uznał prawa królewicza Władysława Wazy do tronu rosyjskiego. Bojarzy wydali go w ręce hetmana Stanisława Żółkiewskiego.
Zdetronizowany car zamieszkał w monasterze św. Józefa Wołokołamskiego, a następnie w Osipowie. W sierpniu 1611 roku Szujski wraz z braćmi – Dymitrem i Iwanem – został uroczyście wywieziony z Moskwy w taborze wojsk polskich, które wracały do Rzeczypospolitej.
29 października 1611 roku na Krakowskim Przedmieściu w Warszawie odbył się triumf Stanisława Żółkiewskiego, po którym car i jego rodzina zostali zaprowadzeni na zamek królewski. Tam złożyli hołd Zygmuntowi III Wazie.
Po tej ceremonii Wasyl Szujski, jako więzień króla polskiego, został umieszczony w pałacu na Mokotowie. Pozostawał pod strażą, ale miał możliwość kontaktowania się ze światem zewnętrznym i przyjmowania gości. Na skutek pożaru rezydencji w grudniu 1611 roku postanowiono przenieść byłego władcę w inne miejsce. 18 grudnia 1611 roku Wasyl Szujski i jego rodzina zamieszkali na zamku w Gostyninie. Tam opiekę nad nim sprawowali starosta gostyniński Jerzy Garwawski i dworzanin królewski Zbigniew Bobrownicki.

## Śmierć
Wasyl IV zmarł na dolnym zamku w Gostyninie 12 września 1612 roku w obecności rodziny i służby. Niedługo po nim zmarli również Dymitr Szujski i żona Iwana Szujskiego, Jekatierina. Prawdopodobną przyczyną ich śmierci było morowe powietrze. Podejrzewano jednak również otrucie.
Były car moskiewski pierwotnie został pochowany w Gostyninie. Po rozejmie w Dywilinie w 1620 roku szczątki Szujskich przewieziono do Warszawy, gdzie spoczęły w wybudowanym na polecenie Zygmunta III Wazy mauzoleum – Kaplicy Moskiewskiej w pobliżu Krakowskiego Przedmieścia.
W 1635 roku przybyło do Warszawy poselstwo rosyjskie, które podarkami oraz pieniędzmi wykupiło od króla Władysława IV Wazy zgodę na zabranie trumien Wasyla, Dymitra i Jekatieriny Szujskich do Moskwy.
Wasyl Szujski został pochowany uroczyście 11 czerwca 1635 roku w Soborze Archangielskim w Moskwie.

## Życie prywatne
Wasyl Szujski był drugim synem bojara księcia Iwana Andriejewicza Szujskiego oraz Marfy Fiodorowny.
Był dwukrotnie żonaty. Pierwsza żona Wasyla, Jelena, była córką księcia Michała Piotrowicza Repnina. Zmarła w 1592 roku. Później Szujski przez długi okres żył w stanie wolnym. Powodem bezżeństwa był zakaz zawarcia małżeństwa nałożony na niego jako kara przez cara Borisa Godunowa. Prawo to zniósł dopiero w 1605 roku Dymitr Samozwaniec I, który zezwolił Wasylowi Szujskiemu na zawarcie związku z Jekatieriną, córką księcia Piotra Iwanowicza Bujnosowa-Rostowskiego. Ślub pary odbył się po dwuletnim narzeczeństwie w 1607 roku, gdy Wasilij był już carem. Jego żona przyjęła wówczas imię tronowe Maria. Ze związku Wasyla Szujskiego i Marii Piotrownej przyszły na świat dwie córki: Anna i Anastazja.
W 1610 roku para cesarska została zmuszona przez bojarów moskiewskich do separacji i przyjęcia stanu zakonnego. Maria Piotrowna została mniszką w jednym z prawosławnych klasztorów żeńskich. Zmarła w 1626 roku.